# Muerte de una caza fantasmas
Muerte de una caza fantasmas (Death of a Ghost Hunter en inglés) es una película estadounidense de terror y suspense dirigida por Sean Tretta en 2007.

## Argumento
La película empieza con una cortinilla que alega que la película está basada en hechos reales.
A continuación, la trama retrocede hasta 1982, en la localidad de Queen Creek, situándose en la casa de la familia Masterson, los cuales son asesinados uno a uno por Mary Beth (April Hinojosa), la matriarca que, antes de suicidarse, deja en la bañera a un bebé para que se ahogue y una nota en la que afirma haber encontrado los cuerpos sin vida.
Veinte años después, Seth Masterson (Cordon Clark), sobrino de la familia Masterson, hereda la casa y contrata los servicios de una parapsicóloga, Carter Simms (Patti Tindall), por 5.000 dólares para que investigue si hay fenómenos paranormales en la casa. Junto a ella, trabajarán Colin Green e Yvette Sandoval (Mike Marsh y Davina Joy), editor de vídeo y periodista respectivamente, durante tres días. A continuación se une al grupo Mary Young Mortensen (Lindsay Page), una mujer supuestamente miembro de la parroquia del Sr. Masterson y abogada de este, que trata de mantener el buen nombre de la familia asesinada.
Al cabo de tres días, el grupo es testigo de varios fenómenos extraños: descenso brusco de las temperaturas, una silla que se mueve por sí sola, y varias psicofonías (entre ellas, un disparo) aparte de apariciones espectrales grabadas en vídeo.  Casualmente, la madrugada del segundo al tercer día, Carter descubre por las psicofonías que la responsable de los crímenes fue la mujer de la casa y se da cuenta de que cada noche se repite lo sucedido la noche de los asesinatos. Esto provoca una pelea entre Carter y Young. La mañana del tercer día, Seth llama a Colin, el cual aprovecha para informarle que Mary Young (que al principio dijo ser enviada por el propietario) no para de entorpecer el trabajo de los tres. Sin embargo, este le contesta que esa mujer no tiene permiso para estar en la casa, por lo que es expulsada del hogar.
Tras descubrir los indicios, no vuelven a presenciar ningún fenómeno extraño, por lo que el grupo decide colocar cámaras por doquier para captar alguna presencia hasta que consiguen ver lo que parece ser una niña fuera de la casa, por lo que deciden mirar en lo que parece ser un edificio adjunto a la casa. Por otro lado, Mary Young llama a una cadena de radio pastoral para informar de que unos "ateos" tratan de desprestigiar el buen nombre de los Masterson y se convence a sí misma de que debe detenerlos. Por ello, regresa a la casa y engañando a Colin consigue hacerse de nuevo con la llave de la casa. 
Una vez que consigue colarse, empieza a matarlos uno a uno y escribe una nota antes de suicidarse al igual que hizo la mujer del principio.
Antes del final de la película, un flashback revela que el Sr. Masterson se encargaba de ayudar a familias, "devolviendo al buen camino" con sus enseñanzas a jóvenes que hubieran pecado manteniendo relaciones sexuales. Las enseñanzas consistían en hacer que confesaran y, mientras no lo hicieran, sufrían torturas y violaciones por parte del Sr. Masterson. Se revela que una de las jóvenes, llamada Miranda (de la que se escucha su nombre en una psicofonía y de la que se encuentran fotos con su nombre), estuvo mucho tiempo sin querer confesar hasta que se quedó embarazada del Sr. Masterson. Ante esta situación le dijeron a la familia de Miranda que había muerto y ocultaron al bebé. La Sra. Masterson quería ser la única madre de la familia y para limpiar los pecados de su familia, mata a su marido, a sus hijos y a Miranda, enterrando a esta última en el jardín. Al bebé le deja en la bañera con un crucifijo para que se ahogue.,Sin embargo el crucifijo mueve el tapón de la bañera, permitiendo que el bebé sobreviviera hasta la llegada de la policía. Aquí se revela que el policía que encuentra al bebé es el agente Mortensen, que se quedó con él, por lo que Mary Young Mortensen es en realidad la hija de Miranda.
En cuanto a Carter Simms, tras su fallecimiento descubre que se ha convertido en un espíritu condenado a permanecer en la casa junto con los otros entes.

## Reparto
- Patti Tindall es Carter Simms.
- Davina Joy es Yvette Sandoval.
- Mike Marsh es Colin Green.
- William McMinn es Peter Masterson.
- Lindsay Page es Mary Young Mortenson.
- Sophia Morgan Stewart es Susanne Masterson.
- Tim Wadhams es Joseph Masterson.
- April Hinojosa es Mary Beth Masterson.
- Sara Lawton es Miranda (mujer cautiva).
- Evelyn Ramos es Alma Guzmán.
- Jeff Treta es Agente Mortenson.

## Recepción
La película fue una producción de bajo coste. Las críticas por parte de la crítica fueron dispares.